# Château de Grandvoir
Le château de Grandvoir est un château-ferme situé dans la commune belge de Neufchâteau en province de Luxembourg. Ce bâtiment massif en quadrilatère, composé de moellons de grès schisteux, enserre une cour intérieure et regroupe en son sein deux grands corps de logis, un corps de garde, des écuries et une grange. Un porche vouté définit l'accès à une cour qui a été repavée au milieu du XXe siècle avec un motif de décors circulaires.
La date de 1642, inscrite sur la cheminée de l'ancienne bibliothèque, est un indice prouvant que la date de construction du château est antérieure au XVIIe siècle.
Situé dans le petit village de Grandvoir au confluent des communes de Neufchâteau, Bertrix et Libramont-Chevigny, le château est riche d'un passé historique dense en recevant notamment la visite de personnages des plus illustres.

## Archéologie
Le château de Grandvoir, dénommé la maison du Grandvoir au XVIIe siècle, devait être très certainement au temps des Romains « la grande villa sur la Voir », d'où viendrait le nom de Grandvoir.
Au Moyen Âge, ce château-ferme devait être une maison forte dans le genre du vieux logis de Respelt. Sa défense a pu être constituée à l'époque par un fossé rempli d'eau entourant toute la construction. On relève d'ailleurs une dérivation de la Vierre qui aboutit près de la route à quelques mètres du château et pouvait ainsi alimenter le fossé d'eau. Dans ce cas, le pont-levis se trouvait sans doute aux environs de la grande porte actuelle, avec sa herse traditionnelle formant la seconde défense de la place.
Néanmoins, ce monument a subi de telles transformations au temps des maîtres de forges que l'on ne peut affirmer que l'une ou l'autre partie soit antérieure au XVIIe siècle.
La bâtisse face à la porte d'entrée fut construite en 1720 par Lambert de Jacques, maître de forges. Il est probable qu'une construction plus basse de laquelle on distingue une porte condamnée et qui se voit dans le mur de l'étage, ait été construite antérieurement. Ce bâtiment aura été rasé par de Jacques pour y établir la grande construction d'environ vingt mètres de long avec perron au milieu.
L'aile gauche, quant à elle, est pour sûr la plus ancienne. La date de 1642, inscrite sur la cheminée de l'ancienne bibliothèque, pourrait définir la date de construction de ce bâtiment. La chapelle, encore facilement reconnaissable à ses fenêtres en plein cintre, est encore bien marquée dans cette façade en schiste. Celle-ci existait déjà au temps des Valfleury qui, en 1671, avaient un aumônier.
Finalement, la famille de Jacques aura reconstruit au cours du XVIIIe siècle les autres corps de ce quadrilatère, dont les dépendances, granges et écuries qui cacheraient un souterrain. Auparavant, il y avait déjà un corps de ferme, car en 1683, Mme de Valfleury en donne location à Jean Macquette de Nevraumont.

## Maîtres de forges et familles seigneuriales
Aucun document ne nous apporte de renseignements sur les occupants du château de Grandvoir avant le XVIe siècle.

### Le domaine de Grandvoir
Nicolas de Mayeur était prévôt à Neufchâteau et paraît avoir bien servi les intérêts de ses commettants, si l'on en juge par les éloges que lui attribue la princesse Anne de Croÿ, comtesse d'Arenberg.
Ce dernier habitait le château et sa fonction de prévôt, cumulée avec celle d'intendant général pour les bois d'Arenberg, lui donnaient une bonne aisance, dont il se servit pour agrandir sa propriété. Plusieurs achats à Torrimont et dans les prés de Grandvoir, près de sa maison, nous font assister à la constitution du domaine de Grandvoir.
Nicolas de Mayeur est mort fin 1638, emportant son nom définitivement dans la tombe.

### Naissance des forges de Grandvoir
Quelque vingt ans plus tard, cette propriété est aux mains d'un autre prévôt des d'Arenberg, François de Valfleury, seigneur de Batilly.
Le domaine de Grandvoir semble lui venir de son épouse, Marguerite Hacher, fille de Jean Hacher, propriétaire des forges de Mellier. Fille de maître de forges, elle prépare déjà l'établissement des futures forges de Grandvoir. François de Valfleury obtient en effet, en 1668, des seigneurs de Neufchâteau, l'autorisation d'établir des forges à Grandvoir.
La famille de Valfleury habitera dès lors, le château de Grandvoir en juin 1671, puisqu'à cette date, l'Abbé Jean Brunel devient « Chapelain de Seigneur de Valfleury en sa maison de Grandvoir ». François de Valfleury ne vivra pas la pleine prospérité de ses usines et est décédé fin 1679.

Carte Ferraris de Grandvoir (1777).

### Location des forges
Le 11 août 1683, la veuve de Valfleury passe acte de location des forges de Grandvoir et de tous ses biens qui en dépendent, à Jean-Mathieu de Marchant, écuyer, maître des forges de Buzenol. Il jouira du château, jardins, enclos, prés et toutes les dépendances sans rien réserver, avec forges et platinerie pour un terme de 9 ans.
Il semble bien qu'il quitte Grandvoir, ayant donné pleine satisfaction aux propriétaires qui confieront bientôt ces mêmes forges à son frère. Jean-Mathieu de Marchant doit y avoir fait de bonnes affaires puisqu'il achètera un peu plus tard, le domaine de Biourge et y érigera les forges de Waillimont en juillet 1693.
C'est au cours de ce bail que Lambert Jacques a épousé en secondes noces Marie de Valfleury, fille aînée de Marguerite de Hacher. Devenu dès 1673 intendant général des usines de Jacques de Raggy, Marquis du Pont d'Oye, Lambert Jacques possédait déjà le fourneau du Rawé avant de devenir maître des forges des Épioux et de Muno. Il dirigera les forges de Grandvoir pendant 5 ans avant d'en remettre l'exploitation par bail en 1700 à Servais-François de Marchant.
Frère de Jean-Mathieu de Marchant, écuyer, capitaine et prévost des villes, Servais-François de Marchant gérera les forges de Grandvoir jusqu'en 1707. Il cumule cette fonction avec la reprise des forges de Mellier et du fourneau de Rulles qui appartiennent toujours à la famille de Valfleury.
Catherine-Louise de Valfleury et sa nièce Catherine-Louise Jacques habitaient Grandvoir en 1700. Elles auraient dû céder le château à Servais de Marchant puisque ce dernier admodie toute la propriété jusqu'en 1707. À cette dernière date, elles doivent être rentrées à Grandvoir, comme le porte le registre de population dressé par l'abbé O. Cardon.

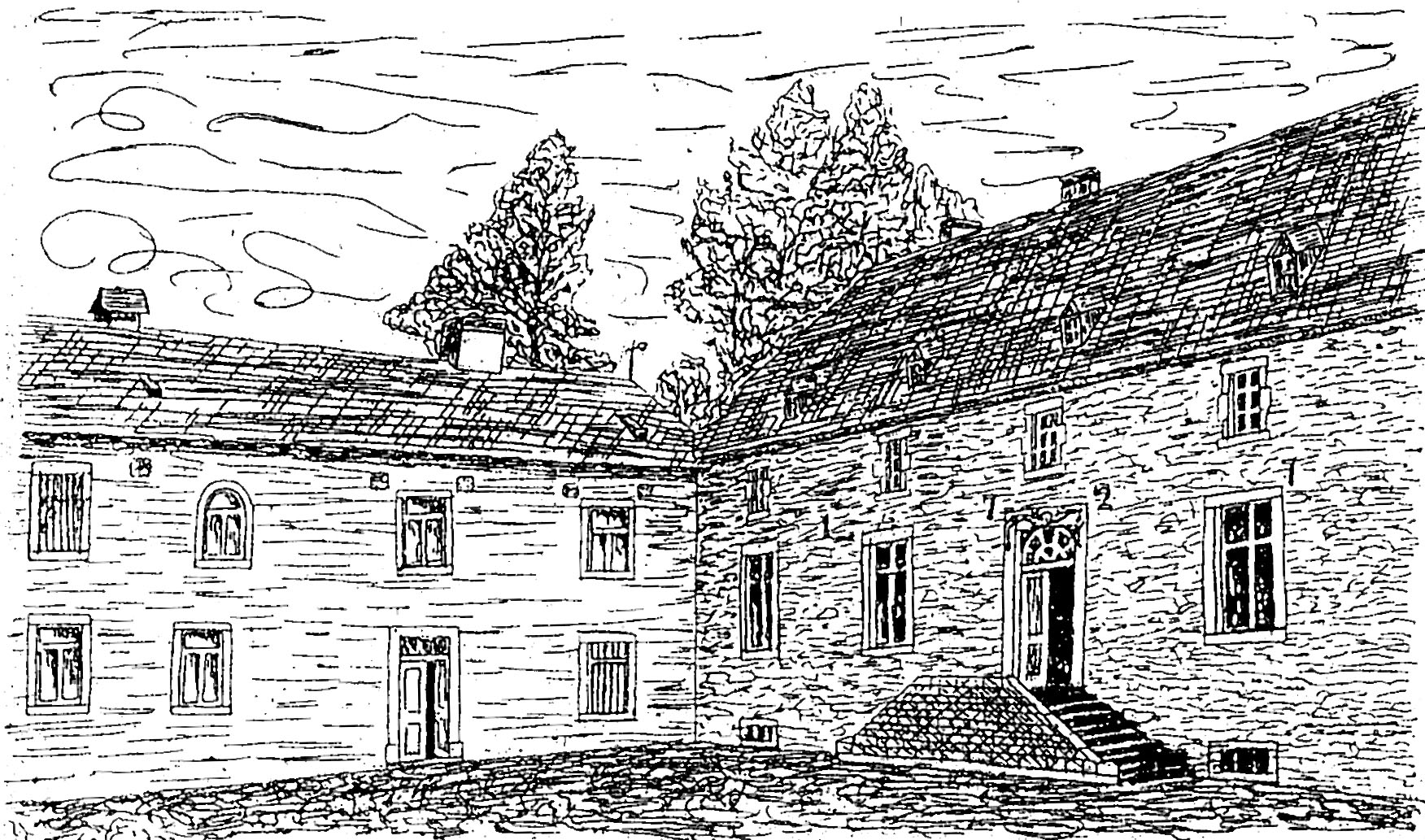
Croquis du château de Grandvoir.

### Apogée des maîtres de forges
Lambert de Jacques, 2e du nom, est né en 1672. Licencié des lois, maitre des forges, propriétaire du fief et des forges de Grandvoir, il fut anobli par lettres du 15 juin 1727. C'est précisément cette date qui a été retranscrite sur la façade intérieure du corps sud du château.
Ce dernier commence en 1729, à acquérir diverses parcelles de bois face à la difficulté d'approvisionner les forges en charbon de bois. Cette pratique sera reprise par son fils qui constituera un domaine forestier important. Lui-même, cependant, ne pourra réaliser ce projet, car en novembre 1735 il meurt en son château de Grandvoir.
Il semble que sous la direction de Lambert-Joseph de Jacques, 3e du nom, les forges de Grandvoir soient arrivées à leur plein essor vers le milieu du XVIIIe siècle. En effet, la force motrice des usines émanant de la Vierre est sérieusement améliorée pour réguler le débit du ruisseau ; Grandvoir figure en bonne place dans le recensement fait en 1765 sur l'état des fabriques du Luxembourg ; on constate aussi l'achat à cette époque de nombreuses parcelles de bois dont les bois de Gérimont et Verlaine qui passent en main du maître de forges pour constituer un domaine de plus de 140 hectares. On relèvera également le recensement au château de plusieurs peintures du peintre Abraham Gilson d'Orval datant de cette époque.
Mais cette prospérité ne sera que de courte durée. Ainsi, déjà en 1779, Lambert de Jacques est obligé d'emprunter à son gendre, Mathias Petit. Il décédera le 12 décembre 1789.

### Déclin des forges de Grandvoir
François de Jacques de Rosière connaîtra des jours bien difficiles. La situation des affaires familiales devient bien mauvaise devant les emprunts, les traites non soldées et l'avènement de la Révolution française rendant tout commerce difficile. L’évènement est marquant puisque ce dernier modifiera son nom en « de Rosière » afin de dissimuler son titre de noblesse et sauver sa tête.
Le 12 mai 1791, les héritiers des de Jacques vendent à Mathias Petit, ingénieur au service de Sa Majesté impériale, le château de Grandvoir avec tous les bâtiments qui en dépendent, jardins et clos qui lui sont contigus.
L'infortuné François-Nicolas de Jacques de Rosière ne devait pas survivre longtemps à sa ruine et meurt à Grandvoir le 25 août 1813 avec le début de l'extinction des forges.

## La famille Collard de Belloys
Cette famille, qui eut un moment de célébrité dans le pays, a habité Grandvoir pendant près d'un siècle. Aussi doit-on lui consacrer une notice spéciale. L'acquisition du château de Grandvoir est le symbole de leur réussite et le tombeau familial érigé sur les hauteurs de Torrimont en 1843 devait immortaliser cette famille bourgeoise arrivée à son apogée qui a même affublé son patronyme d'un complément pour devenir « Collard de Belloys ».

### L'assassinat de l'ex-législateur
Le château de Grandvoir fut racheté en 1813 par Jean-Herman Collard à ses neveux, fils de Mathias Petit. Cependant, l'ex-législateur, membre du Conseil des Cinq-Cents et du Corps législatif, sera assommé et égorgé au lieu-dit Le Blanc Caillou le soir du 3 décembre 1814. Ce meurtre ne fut jamais élucidé tant pour le mobile que pour le coupable si ce n'est au travers de l'annonce du curé de Neufchâteau qui confia que l'auteur était mort réconcilié avec Dieu…
Jean-Herman Collard laissera derrière lui une veuve avec deux petites filles qui seront prises en charge par leur oncle, Pierre-Joseph Collard. Notons en sus, que le Prince Pierre-Napoléon Bonaparte honorera la mémoire de son ami Jean-Herman en prononçant un discours de circonstance à ses funérailles.

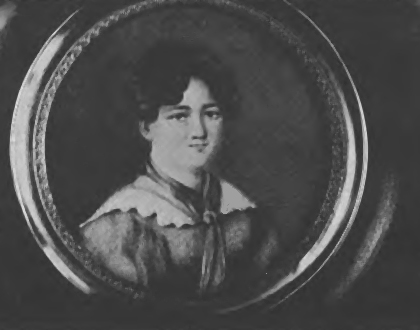
Élisabeth Collard.

### Élisabeth et Joséphine Collard
Pierre-Joseph Collard avait eu deux filles de son épouse née du Monceau d'Esbly : Joséphine et Élisabeth.
Joséphine avait fait un mariage brillant en épousant Charles Legardeur, industriel de Sedan, qu'elle avait connu grâce aux relations mondaines de son vieil oncle. Ils fréquenteront d'ailleurs assidument la cour du roi Louis-Philippe jusqu'au jour où la mauvaise réputation de joueur de son mari les poussera à s'isoler au château de Grandvoir. Elle abandonnera sa sœur à la solitude le 4 novembre 1882.
Élisabeth, quant à elle, avait choisi une existence plus calme et discrète que sa sœur mais connaîtra un grand déboire sentimental. Le prince Pierre Bonaparte était revenu à plusieurs reprises au château de Grandvoir pour entretenir des attentions qui ravissait la châtelaine au point qu'elles avaient fait naître chez elle des envies de fiançailles. Élisabeth avait même acquis le château de Rochefort pour que le prince pût y ancrer sa vie aventureuse. Aussi, profonde fut sa déception quand elle apprit que le prince Pierre Bonaparte avait choisi de poursuivre sans elle sa carrière romanesque.

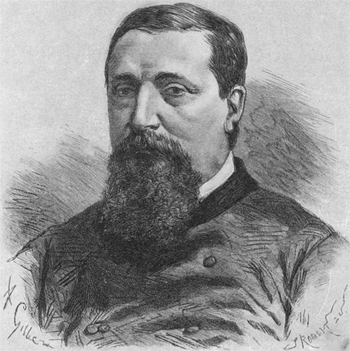
Pierre Bonaparte.

### Le prince Pierre Bonaparte
Neveu de Napoléon Ier et cousin de Napoléon III, Pierre Bonaparte a longuement séjourné dans la province de Luxembourg qui fut certainement sa terre de prédilection. Personnage très controversé, notamment pour sa brutalité, il fréquentera pendant un certain temps Élisabeth Collard avec l'intérêt certain de pouvoir disposer du droit de chasse sur le domaine de Grandvoir. Leur intimité serait telle qu'on découvrit une sorte de mémoire justificatif écrit de la main de Mlle Collard et dicté par le prince au sujet de son arrestation en 1836.
Exilé, banni de France et d'Italie pour des faits peu glorieux, Pierre Bonaparte se réfugiera principalement en Belgique où il se défoule à sa grande passion qu'est la chasse. Il séjourne d'abord à Daverdisse dans la ferme de Mohimont avant de s'enraciner au domaine des Épioux. Parmi nos écrivains du terroir, Adrien de Prémorel évoquera ce personnage avec indulgence alors que Louis Wilmet l'accablera de son mépris[réf. nécessaire]. L'académie luxembourgeoise honorera toutefois ce Prince Bonaparte à Florenville en lui consacrant un musée[réf. nécessaire].

### La chapelle Collard
Élisabeth Collard disparaîtra avec son nom le 5 janvier 1896 en complétant la crypte familiale dissimulée sous la chapelle Collard. Ces caveaux, au nombre de six, sont recouverts pour quatre d'entre eux d'une dalle portant leurs inscriptions. Il est fort à parier qu'en regard de la haine séculaire des villageois et de la cécité du dernier membre Collard, ces deux pierres tombales ont été délibérément oubliées. Il est d'ailleurs scandaleux de remarquer que le lieu ait été plusieurs fois profané pour quelque raison que ce soit !
Filleul de la défunte Élisabeth Collard, Ferdinand Bretagne hérite du domaine de Grandvoir. Il fit fouiller dès son arrivée et de fond en comble le château de Grandvoir et ses dépendances, en colportant une rumeur des plus fondées. Les caves, les souterrains, les greniers, les parquets et les murailles dévoilaient des trésors dissimulés par l'avarice des deux sœurs Collard. Riche de ses découvertes, il annoncera ensuite la mise en vente publique de tout son héritage mobilier et immobilier dont une bibliothèque d'une richesse patrimoniale remarquable.

## La famille Petit de Grandvoir
La famille Petit est originaire de la ville de Fumay qui donna à la province de Luxembourg ses plus célèbres maîtres de forges. Propriétaires de nombreuses forges et seigneuries dans le Sud du Luxembourg, une partie de ses descendants obtinrent le titre de marquis du Pont d'Oye.
En 1791, Mathias Petit achète donc le domaine de Grandvoir à François de Rosière afin de voir les créances de ce dernier remboursées. C'était là un grand sacrifice que l'abandon de ces propriétés et surtout du château qu'avait rebâti en partie le grand-père des vendeurs.
Fils de Pierre Petit (Izel, 1716 - Luxembourg, 1804), bourgeois de Luxembourg, artiste batteur de cuivre, et de Catherine Lambert dite Rasquin (Chiny 1725), Mathias Petit dit de Grandvoir (1744-1808) était ingénieur, contrôleur des fortifications de la ville de Gand et officier du génie des domaines de Sa Majesté l'Empereur d'Autriche.
Il décèdera à Grandvoir le 6 novembre 1808, précipitant la revente du domaine à l'ex-législateur, Jean-Herman Collard, et laissant derrière lui deux filles nées de sa femme Marie-Antoinette Lejeune (1760–1806) :
- Marie Catherine Julie Petit de Grandvoir (1788–1863) qui épousera en 1809 Adrien Joseph Henri Goffinet (1788–1825), secrétaire de Préfecture, receveur à Florenville, dont, entre autres : Adrien, anobli et créé baron en 1876 ;
- Joséphine Petit de Grandvoir (1800-1899).

À la suite du décès d'Élisabeth Collard, et après être passée entre plusieurs mains, cette propriété reviendra dans la famille Petit vers 1920, par l'intermédiaire de Georges Petit, arrière-petit-fils de Mathias Petit.

## Aujourd’hui, hôtel et brasserie
Aujourd’hui, le château sert d’hôtel et de relais de chasse.
Depuis septembre 2016, une aile du château abrite la brasserie de Grandvoir qui produit la bière blonde de fermentation haute Le Vaurien titrant 5,7 %  en volume d'alcool et se référant au surnom des habitants du village de Grandvoir.